# Библиотека Правног факултета Универзитета у Нишу
Библиотека Правног факултета у Нишу је организациона јединица Факултета, у саставу Научно-истаживачке јединице Правног факултета. Поред Библиотеке, Научно-истраживачку јединицу чине: Центар за правна и друштвена истраживања, Центар за публикације, Рачунско-информациони центар, Центар за јавне политике Европске уније и Центар за међународно приватно право хашких конвенција.

## Историјат
Библиотека је формирана 1960. године, оснивањем Правно-економског факултета у Нишу, у саставу Универзитета у Београду. Прва два библиотекара постављена су 9. марта 1961. године, па се њихов долазак сматра почетком рада, односно даном оснивања Библиотеке.
Од 1. октобра 1970. године, Правни одсек тадашњег Правно-економског факултета у Нишу постао је самостална високошколска установа Универзитета у Нишу. У школској 1974/75. години извршена је подела правно-економске библиотке на Библиотеку Правног факултета и Библиотеку Економског факултета. Од самог оснивања Библиотеке, посебна пажња посвећена је формирању књижног фонда. Резултати тих напора били су видљиви већ на крају прве школске, 1960/61. године. Библиотека је тада поседовала 2.400 свезака књига и била претплаћена на 111 домаћих и 24 страна часописа. Од тога времена књижни фонд континуирано се развија, а Библиотека постаје место од посебног значаја за научно-истраживачки рад који се одвија на Факултету, али и у широј академској заједници Ниша.

## Управљање
Радом Библиотеке управља Библиотечки одбор. Управник Библиотеке је члан Библиотечког одбора по функцији. Библиотечки одбор утврђује политику набавке публикација, водећи рачуна о потребама и захтевима катедара и других организационих јединица Факултета.
Правилником о квалитету Правног факултета утврђен је систем управљања квалитетом у свим областима рада Факултета, од којих су за библиотечку делатност нарочито значајне: квалитет уџбеника и литературе и квалитет библиотечких и информатичких ресурса.

## Делатност
У сфери академске библиотечке делатности Библиотека организује и врши све послове који се тичу књижног фонда Факултета и документације: прикупља податке о информационим потребама наставног и научног процеса, формира јединствену набавну политику, набавља књиге, обрађује, складишти, чува и даје на коришћење књижни фонд, прикупља, сређује и чува податке о књижном фонду, као и документа и публикације који су од значаја за наставни и научни рад на Факултету.
Правилником о коришћењу Библиотеке уређени су задаци и рад Библиотеке, услови коришћења књижног фонда, права и дужности корисника, и управљање и руковођење Библиотеком. 
Веома важан сегмент академске библиотечке делатности је рад на библиографијама, чему Библиотека посвећује посебну пажњу. Библиотека израђује:
- персоналне библиографије наставника и сарадника Факултета,
- кумулативну текућу библиографију Факултета, под насловом Библиографија монографских и серијских публикација Правног факултета у Нишу[4]
- Библиографију Зборника радова Правног факултета у Нишу,[5]
- библиографије магистарских радова и докторских дисертација одбрањених на Факултету.

Све библиографије презентоване су на сајту Факултета.
Библиотека израђује Билтен приновљених књига, који излази два пута годишње у електронском облику.
Поводом обележавања јубилеја Факултета и научно-стручних скупова које Факултет организује, Библиотека организује и реализује тематске и пригодне изложбе књига из свог фонда. 
У сарадњи са Рачунско-информационим центром и Центром за публикације, Библиотека пружа све библиографске податке за издања Факултета која се налазе у слободном приступу на сајту Факултета, и то:
- научни часопис Зборник радова Правног факултета у Нишу[6],
- зборници радова са научних скупова одржаних на Факултету[7],
- мастер радови одбрањени на Факултету од 2013. године,
- докторске дисертације одбрањене на Факултету од 2002. године.

## Фонд
Од оснивања Библиотеке, књижни фонд се развијао у складу са потребама наставе и научно-истраживачког рада. Укупан књижни фонд броји око 80.000 библиотечких јединица: 30.000 књига, 730 наслова серијских публикација и 400 наслова електронских извора.
Библиотека фондове попуњава куповином, разменом са библиотекама, правосудним органима и правним удружењима, донацијама и индивидуалним поклонима. Појавом електронских публикација доступних у пуном тексту, библиотечки фонд се свакодневно увећава. О томе Библиотека посебно води рачуна.

## Легат
Од посебних библиотечких целина које чува, Библиотека се поноси легатом проф. др Славољуба Поповића, дугогодишњег професора Факултета. Легат чине оригиналне витрине и лична библиотека од 2.000 књига. Легат се налази у Читаоници, на другом спрату зграде Факултета.

## Читаоница
Читаоница ради у саставу Библиотеке, пространа је, функционална и пријатно дизајнирана. Има 230 м2 корисне површине и 120 места. Намењена је студентима Правног факултета.

## Електронски каталог
Аутоматизација библиотечког пословања извршена је 1997. године. Од новембра 2008. године Библиотека је пуноправни члан система COBISS, у коме тренутно раде 192 библиотеке. COBISS систем је организациони модел повезивања библиотека у библиотечко-информациони систем са узајамном каталогизацијом, библиографско-каталошком базом података, локалним базама података (каталозима) библиотека чланица, базом података о библиотекама чланицама и базом за приступ електронским публикацијама у узајамној библографско-каталошкој бази података. Рад у бази започет је марта 2009. године, а данас се у бази налази преко 50.000 записа свих нивоа обраде. Ова библиографска база представља електронски каталог Библиотеке Правног факултета у Нишу.

## Библиотека данас
Библиотека има 7.000 евидентираних, од којих је 3.600 активних корисника. То су студенти свих нивоа студија, наставници и сарадници, и ненаставни радници Факултета. Располаже простором на другом спрату зграде у коме се налази део књижног фонда, издвојена просторија за циркулацију фонда, радни простор за библиотекаре са наставничком Читаницом и студентска Читаоница. У приземљу зграде налази се магацински простор. 
Услуге корисницима доступне су радним данима од 08:00 до 20:00 и суботом од 08:00 до 13:00.